# Rudolf Mašek
Rudolf Mašek (9. září 1918 Rozářín – 17. ledna 1942 Tilburg) byl český palubní radiotelegrafista a střelec 311. československé bombardovací perutě.

## Život

### Před druhou světovou válkou
Rudolf Mašek se narodil 9. září 1918 v Rozáříně u Moutnic. Vystudoval brněnské gymnázium a v roce 1938 nastoupil na Právnickou fakultu Masarykovy univerzity. Byl členem Orla.

### Druhá světová válka
Po německé okupaci a uzavření českých vysokých škol Němci v roce 1939 opustil Rudolf Mašek 19. prosince téhož roku ilegálně Protektorát Čechy a Morava a odešel na Slovensko, kde byl zadržen a měl být vrácen zpět. Podařilo se mu ale dostat se přes Maďarsko a Jugoslávii do Francie, kde byl 4. března 1940 v Marseille prezentován u vznikající Československé armády v zahraničí. Po pádu Francie v červnu 1940 se evakuoval do Spojeného království. Zde byl přijat do Royal Air Force a po výcviku na palubního radiotelegrafistu a střelce byl v roce 1941 přiřazen k 311. československé bombardovací peruti. Jako její příslušník se účastnil náletů na nacistické Německo a okupovanou Evropu, absolvoval celkem 24 operačních letů. Dne 17. ledna byl během náletu na Brémy poškozen jeho stroj Vickers Wellington B Mk.Ic T2971 KX-J pod velením Jindřicha Svobody poškozen a nucen nouzově přistát u nizozemského Tilburgu. Během manévru Rudolf Mašek, Jindřich Svoboda a Jaromír Brož uhořeli v troskách stroje. Další členové posádky padli do zajetí. Pohřben byl v Tilburgu na hřbitově v ulici Gilzerbaan.

## Ocenění

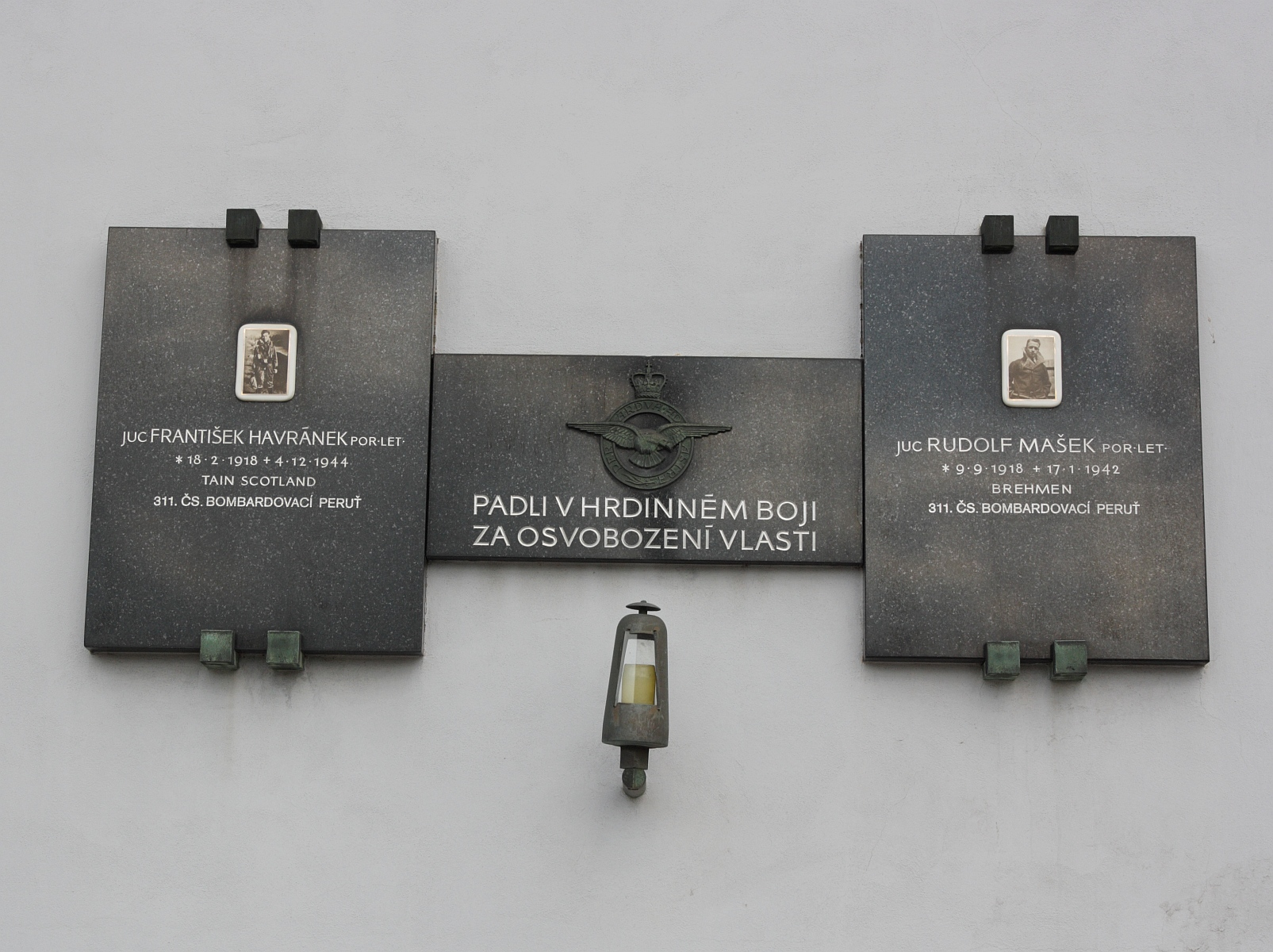
Pamětní deska Rudolfa Maška a Františka Havránka v Moutnicích

### Vyznamenání
- Československá medaile Za chrabrost před nepřítelem
- 2x Československý válečný kříž 1939

### Posmrtná ocenění
- V roce 1946 byl Rudolfu Maškovi in memoriam udělen Právnickou fakultou Masarykovy univerzity titul JUC.
- V roce 1947 byla Rudolfu Maškovi udělena in memoriam medaile Orel zásluze
- V roce 1970 byla Rudolfu Maškovi a Františku Havránkovi v Moutnicích odhalena pamětní deska[1]
- Rudolf Mašek byl v roce 1991 in memoriam povýšen do hodnosti podplukovníka